# Schlock Mercenary
Schlock Mercenary – komediowy komiks internetowy science fiction autorstwa Howarda Tylera, opisujący przygody kompanii najemników.
Komiks jest zaliczany do gatunku space opera; ma przy tym pewne cechy hard s-f i dystopii. Jego akcja rozgrywa się na przełomie XXXI i XXXII wieku, gdy podróże międzygwiezdne są powszechne.
Komiks ukazywał się codziennie od 12 czerwca 2000 do 24 lipca 2020, zyskując w międzyczasie pięć  nominacji do nagród Hugo.